# HMCS Nene (K270)
«Нін» (K270) (англ. HMCS Nene (K270) — військовий корабель, фрегат типу «Рівер» Королівських військово-морських флотів Великої Британії та Канади за часів Другої світової війни.
Фрегат «Нін» був закладений 20 червня 1942 року на верфі компанії Smiths Dock Co., у Саут-Бенк. 9 грудня 1942 року він був спущений на воду, а 8 квітня 1943 року відразу увійшов до складу Королівських ВМС Великої Британії. 4 червня 1944 року переданий канадському флоту, звідкіля по завершенню бойових дій в Атлантиці, 11 червня 1945 року повернувся до Королівського ВМФ Великої Британії.

## Історія служби
Корабель брав участь у бойових діях на морі в Другій світовій війні, бився в Північній Атлантиці, супроводжував конвої. 24 лютого 1943 року у взаємодії з канадським фрегатом «Васкасу» «Нін» потопив північніше Азорських островів глибинними бомбами німецький підводний човен U-257. 20 листопада 1943 року
північно-східніше Азорських островів глибинними бомбами британського фрегата «Нін» та канадських корветів «Сноубері» та «Калгарі» був потоплений німецький підводний човен U-536.
У травні 1945 року, коли війна закінчилася, «Нін» було відкликано від виконання обов'язків з охорони союзного конвою, щоб взяти участь у прийомі капітуляції та супроводі групи з п'ятнадцяти німецьких підводних човнів, включаючи U-992 та U-997, які супроводжувалися до Лох-Еріболла, Шотландія, для утилізації.
За проявлену мужність та стійкість у боях бойовий корабель заохочений чотирма бойовими відзнаками.